# فيونا غونت
فيونا غونت (بالإنجليزية: Fiona Gaunt)‏ هي ممثلة بريطانية، ولدت في 14 مايو 1951 في لندن في المملكة المتحدة.

## وصلات خارجية
- فيونا غونت على موقع IMDb (الإنجليزية)
- فيونا غونت على موقع قاعدة بيانات الفيلم (الإنجليزية)
- فيونا غونت على موقع كينوبويسك (الروسية)